# Вилисберг (Кентаки)
Вилисберг (енгл. Willisburg) град је у америчкој савезној држави Кентаки.

## Демографија
По попису из 2010. године број становника је 282, што је 22 (-7,2%) становника мање него 2000. године.
| Група             | 2000.       | 2010.       |
| Белци             | 282 (92,8%) | 271 (96,1%) |
| Афроамериканци    | 18 (5,9%)   | 3 (1,1%)    |
| Азијати           | 0 (0,0%)    | 0 (0,0%)    |
| Хиспаноамериканци | 1 (0,3%)    | 7 (2,5%)    |
| Укупно            | 304         | 282         |